# Église Saint-Laurent de Béard
L'église Saint-Laurent est une église catholique située à Béard, dans le département de la Nièvre en Bourgogne-Franche-Comté, en France. Elle est ouverte toute l'année de 9 heures à 18 heures. Illuminée en été, et à l'occasion des principales fêtes religieuses.

## Localisation
L'église est située dans le département français de la Nièvre, sur la commune de Béard. Elle est sur le promontoire qui surplombe la Loire sur sa rive droite ; au n°2 de la rue de la Fontaine-Bonne-Dame.

## Historique
Elle apparaît en tant que cure, dans les comptes de l'évêché de Nevers en 1287. Elle est citée comme étant curatus (cure) de Béard. Dans le pouillé de 1478 elle est au prieuré de Lurcy-le-Bourg qui lui-même dépend du prieuré Notre-Dame de La Charité-sur-Loire
Elle semble avoir été une église prieurale avant le XIIIe siècle, et n'avoir reçu qu'une dizaine de moines. Beardum était alors redevable de la somme de 10 sols au titre de l'impôt ecclésiastique. Elle était facilement repérable pour les pèlerins venant de Vézelay et se dirigeant vers Saint-Jacques-de-Compostelle.
À la Révolution, elle est pillée par une colonne envoyée dans la Nièvre pour y propager les idées révolutionnaires. Ses cloches, les statues, les objets du culte, tout disparaît. Vendue comme bien national. Transformée en grange elle échappera à la destruction. Elle a subi de nombreuses restaurations, à la suite des dégradations du temps et particulièrement d'un incendie qui la ravagea.

## Description architecturale
Église typique de l'art roman bourguignon. De plan basilical à une seule nef et transept saillant, doté de deux chapelles orientées semi-circulaire. La croisée du transept est surmontée d'une coupole sur trompe et d'une tour-clocher. C'est une église orientée avec un décalage de 18° correspondant à la Saint-Laurent dont la fête est le 10 août.
Les éléments architecturaux en place permettent de situer sa construction au XIe siècle, son plan, les joints épais rubanés, les claveaux réguliers, les contreforts peu épais. La mise en œuvre montre un savoir-faire technique des décennies 1190-1110. Elle fut réalisée sur la base du nombre d'or en pierre de Montenoison à grain très fin.
L'église primitive (romane) comportait une nef unique d'une largeur plus grande que l'actuelle. Elle était séparée par un arc diaphragme encadré de passages hauts et étroits d'un très large transept saillant. Aménagement nécessaire à une croisée de transept de plan carré. Elle était surmontée d'une coupole sur trompes et encadrée de bras  voûtés en berceau.
Le chevet à abside était peut-être précédé d'une travée droite et de deux absidioles ouvrant sur les bras du transept. Des traces de peintures sont visibles à la croisée du transept.
À l'extérieur, quelques décors sculptés bandeaux, modillons. Lors de la reconstruction de l'église le nouvel architecte découpera l'espace en carrés égaux. Trois pour la nef, trois pour le transept qui ont ainsi la même longueur :30 mètres. L'abside principale aura une forme carrée. L'édifice est classé au titre des monuments historiques en 1972.

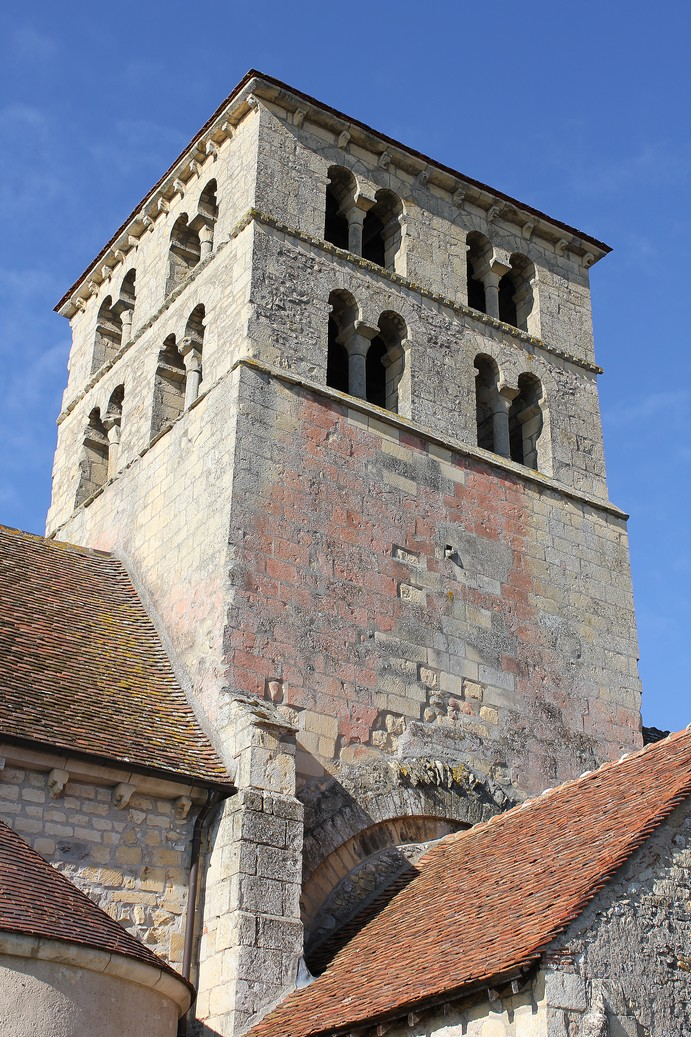
Le clocher.

### Clocher
Tour carrée à deux étages, présentant sur chaque étage et sur chaque face deux baies géminées à double ouverture d'une grande élégance. Il est situé à la croisée du transept. Il reste des traces de l'incendie de 1359 sur les pierres du clocher. Souvenir de la guerre de Cent Ans dans la région.
Les absidioles furent refaites dont une qui avait été entièrement détruite.

## Voir aussi

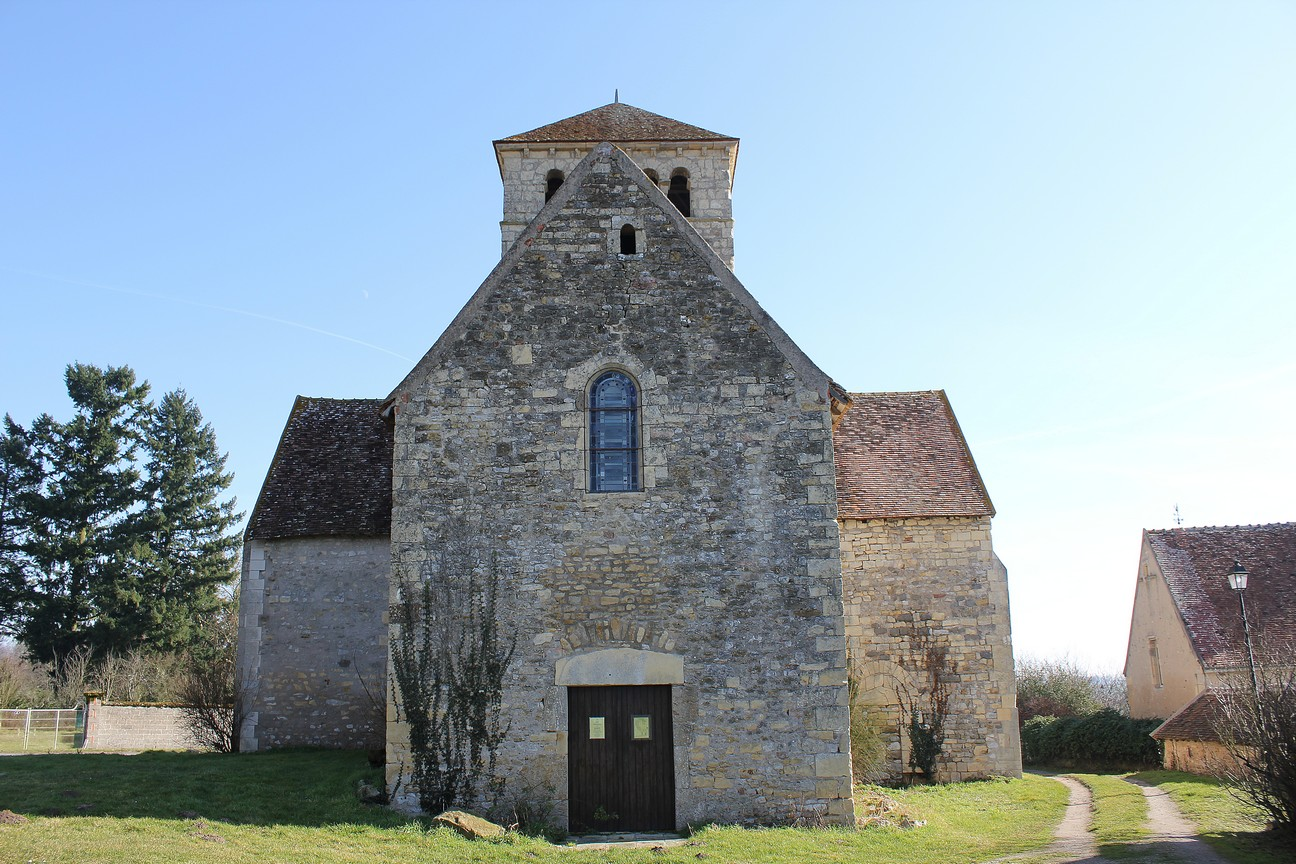

### Autres projets
- Église Saint-Laurent de Béard sur Commons